# Двоволосник звивистий
Двоволосник звивистий (Ditrichum flexicaule) — вид мохів порядку дикранальних (Dicranales).

## Поширення
Батьківщиною є Європа, Північна Америка, Азія, Австралія, Нова Зеландія.
Це кальцифіл; населяє скелі або ґрунт над скелями, особливо на скелях, полицях скель або ущелинах скель, зазвичай у сухих і відкритих місцях; від низьких до високих висот.

## Характеристика
Рослини зазвичай у щільних пучках, від зеленого до коричнево-зеленого, тьмяні. Стебла заввишки 1–4 см. Листки ≈ 3 мм, від яйцеподібної до подовжено-яйцеподібної форми, краї цілі або дуже слабко зубчасті на вершині, часто 2-шаруваті дистально по краях. Вид дводомний. Коробочкові ніжки темно-червоно-бурі, до 2 см, згинаються. Коробочка ± прямостояча, темно-коричнева, циліндрична, до 1.5 мм. Спори 9–12 мкм, дрібнососочкові. Коробочки утворюються рідко, зрілі влітку (червень і липень).